# Ufford (Cambridgeshire)
Ufford est un village et une paroisse civile, désormais dans l'autorité unitaire de Peterborough du comté cérémonial du Cambridgeshire, en Angleterre. Il faisait historiquement partie du Soke de Peterborough, qui était associé au Northamptonshire mais avait son propre conseil de comté de 1888 à 1974. À des fins électorales, il fait partie du quartier de Barnack et se trouve dans la circonscription du nord-ouest du Cambridgeshire.
L'église Saint-André est un bâtiment médiéval classé Grade I qui est fermé  et qui est passé sous la garde du Churches Conservation Trust.
Ufford Hall est également un bâtiment classé Grade I. Le Hall a été construit en 1734 pour Lord Charles Manners, un fils cadet du duc de Rutland. Jusqu'à sa mort en 1996, elle fut habitée par Oliver Kitson, 4e baron Airedale.

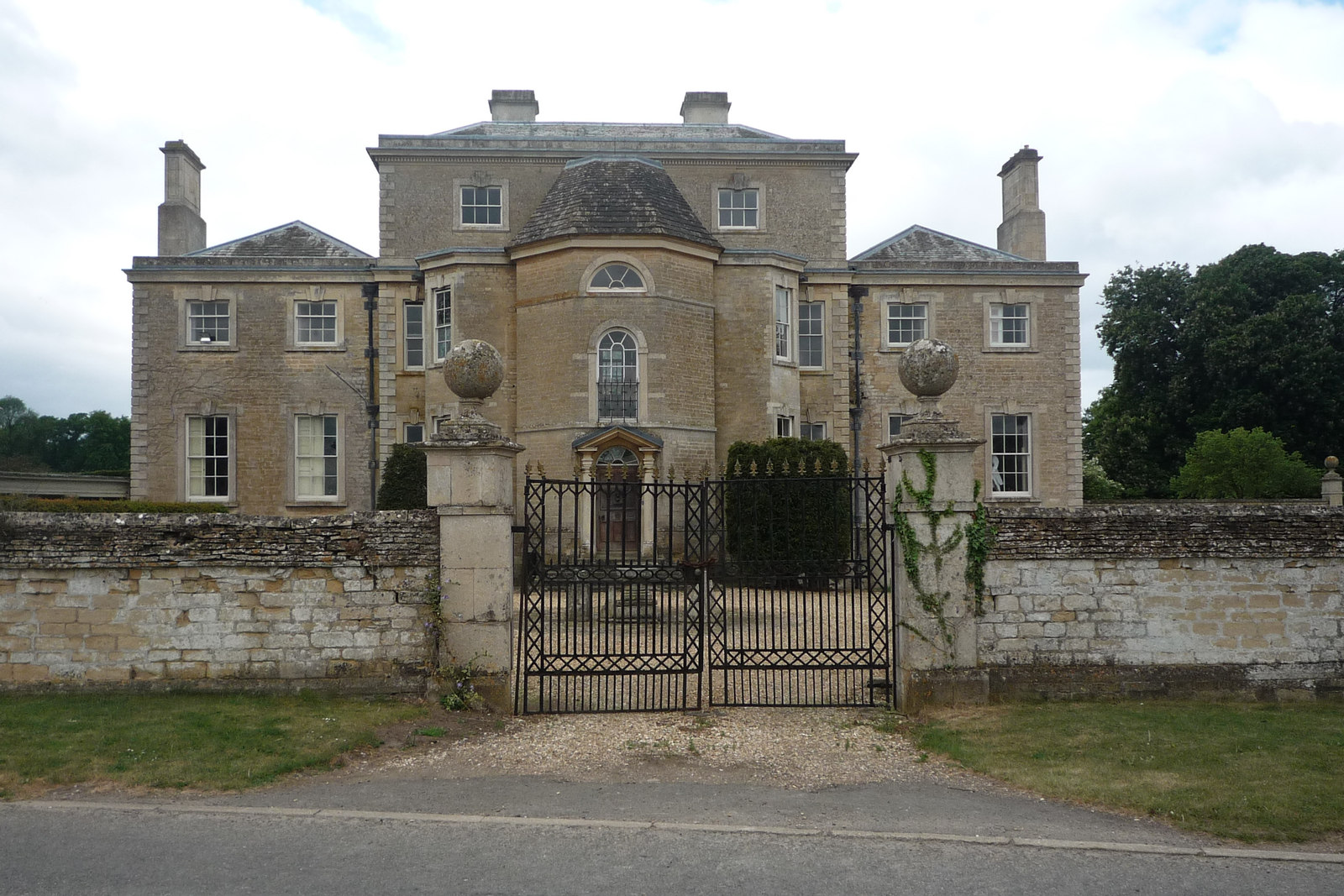
Ufford Hall